# Rivière Lecompte
Pour les articles homonymes, voir Lecompte.
La rivière Lecompte est un affluent de la rive droite de la rivière Delestres laquelle se déverser sur la rive nord-est du lac Parent (bassin versant de la rivière Bell, de la rivière Nottaway et de la Baie de Rupert). La rivière Lecompte coule dans Senneterre, dans la région administrative de l'Abitibi-Témiscamingue, au Québec, au Canada.
La partie inférieure de la rivière est comprise dans la Réserve de biodiversité projetée des Marais du lac Parent. La surface de la rivière Lecompte est généralement gelée de la mi-décembre à la mi-avril. La foresterie constitue la principale activité économique du secteur ; les activités récréotouristiques, en second.

## Géographie

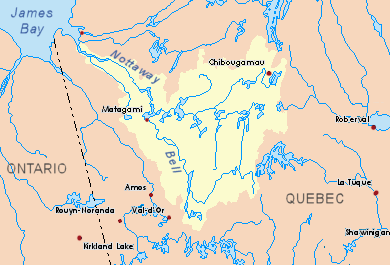
Bassin versant de la rivière Nottaway.

Les bassins versants voisins de la rivière Lecompte sont :
- côté nord : lac Tonnancour, lac Quévillon, rivière Robin ;
- côté est : rivière O'Sullivan, rivière Wetetnagami ;
- côté sud : rivière Delestres, rivière Bastien, rivière Collin ;
- côté ouest : lac Parent, rivière Bell.

La rivière Lecompte prend naissance dans Senneterre, à l'embouchure d’un lac non identifié (altitude : 376 m). Ce lac de tête est enclavé entre des montagnes au sud-est et au sud.
À partir de l'embouchure du lac de tête, la rivière Lecompte coule sur environ 45 km selon les segments suivants :
- vers le nord-est, en traversant un lac non identifié jusqu'à sa décharge ;
- vers le nord en traversant successivement trois lacs non identifiés ;
- vers l'ouest, en traversant une zone de marais et un lac non identifié (altitude : 342 m) sur sa pleine longueur, jusqu’à la confluence de la décharge d’un lac non identifié venant de l'ouest ;
- vers le nord-ouest, en traversant le lac Lecompte (altitude : 421 m), jusqu’au fond d’une baie étroite de la rive nord ;
- vers l'ouest, puis le nord, jusqu’à la décharge du lac Crochet venant du nord-est ;
- vers le sud-ouest, en traversant la partie nord d’un lac non identifié (altitude : 398 m, jusqu’à son embouchure ;
- vers le nord-ouest puis vers le sud-ouest, en traversant plusieurs rapides, jusqu’à la décharge du lac Desforges (venant du sud-est) ;
- vers l'ouest, en traversant une série de rapides, puis une zone de marais, jusqu'à sa confluence[2].

La rivière Lecompte se déverse sur la rive gauche de la rivière Delestres, dans un delta désigné « baie d’Ignace » laquelle est située dans la partie nord-est du lac Parent. Cette confluence est située au nord du centre-ville de Senneterre.

## Toponymie
Le toponyme rivière Lecompte a été officialisé le 5 décembre 1968 à la Commission de toponymie du Québec.